# Departamento Maldonado

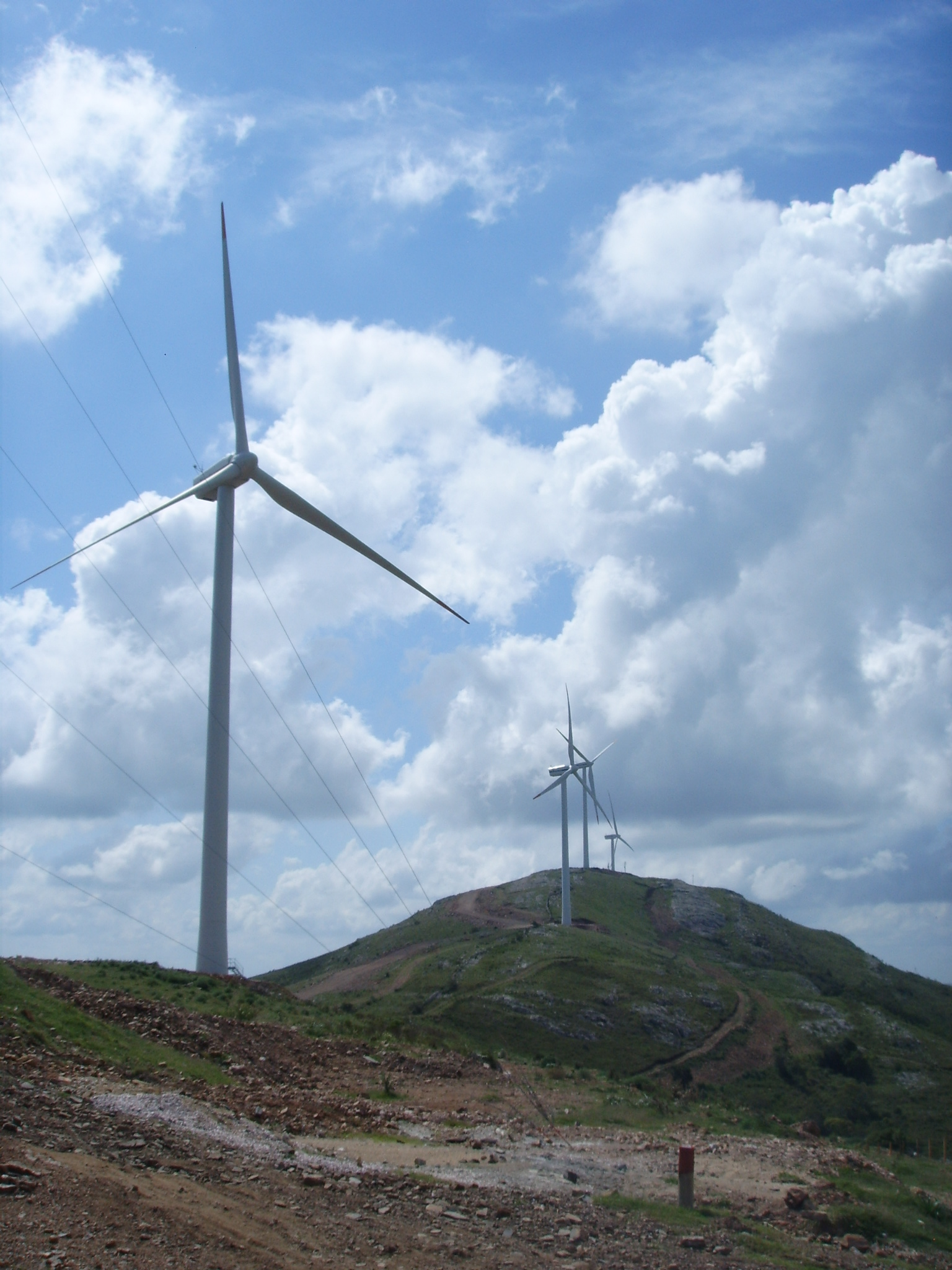
Windpark in der Sierra de los Caracoles im Departamento Maldonado

Maldonado ist ein Departamento im Süden von Uruguay. Es zählt zu den bevölkerungsreichsten des Landes. Seine Hauptstadt Maldonado hat 62.592 Einwohner (Stand: 2011) und zählt damit zu den größeren Städten Uruguays.

## Geographie

### Lage
Das eine Flächenausdehnung von 4793 km² aufweisende Departamento grenzt im Westen an Canelones, im Norden und Osten an Lavalleja und Rocha. Im Süden wird es vom Río de la Plata begrenzt, der in diesem Departamento in den Atlantischen Ozean übergeht. Im Südosten findet man viele Lagunen wie die Laguna del Sauce, del Diario, Blanca, José Ignacio und Garzón. In der Region findet man wunderschöne Bäume und Bergketten, die eine einzigartige Natur an der Südspitze des amerikanischen Kontinents bereithalten.

### Bodenschätze
Auf dem Departamentogebiet sind in der Sierra de Carapé und partiell am Arroyo Pan de Azúcar Marmor-Vorkommen vorhanden, ebenso wie bei Zanja del Tigre an der Ruta 12, wo sich außerdem Dolomit findet. Weitere Bodenschätze lagern in der Mina Chape (Blei und Zink), in der Mina Volcano (Kupfer), in der Mina La Oriental (Kupfer und Zink) und in der Mina Apolonia (Blei, Kupfer und Zink). Bei Piriápolis existieren Vorkommen von grauem und rotem Granit. Die Stadt Maldonado wartet mit Limos-Beständen auf.

## Geschichte
Ursprünglich lebten hier u. a. die indigenen Völker Charrúas und die Chanaes.
Die drei natürlichen Häfen des Río de la Plata in Maldonado, die die ersten Seefahrer entdeckt haben, als sie in die breite Flussmündung segelten, haben dafür gesorgt, dass die Gegend schon um 1600 besiedelt wurde, aber erst 1673 entdeckten die Spanier die Gegend für Europa.

## Einwohner
Während 2004 noch 140.192 Einwohner gezählt wurden, betrug die im Rahmen der Volkszählung des Jahres 2011 ermittelte Einwohnerzahl 164.300. Davon waren 80.865 Männer und 83.435 Frauen.

## Infrastruktur

### Bildung
Maldonado verfügt über insgesamt elf weiterführende Schulen (Liceos), in denen 10.284 Schüler von 892 Lehrern unterrichtet werden. Das älteste Liceo des Departamentos ist das in der Departamento-Hauptstadt Maldonado angesiedelte, 1913 gegründete Liceo Nº 1 Departamental "Florencio Collazo". (Stand: Dezember 2008)

### Verkehr
Auf dem Gebiet des Departamentos befinden sich mit dem Flugplatz El Jagüel und dem Flughafen Capitán de Corbeta Carlos A. Curbelo zwei Anbindungen an den Flugverkehr. Durch das Departamento führt die Bahnstrecke Montevideo - Rocha, die an Kilometerpunkt 144 über eine nach Süden führende Abzweigung in die maldonadische Hauptstadt verfügt. Ferner wird das Departamento von den folgenden Straßen jedenfalls teilweise durchzogen: Ruta Interbalnearia, Ruta 9, Ruta 10, Ruta 12, Ruta 13, Ruta 39, Ruta 60.

### Wirtschaft
Bedeutend in der Region ist vor allem der Tourismus. An der Halbinsel, die die Grenze zwischen dem Río de la Plata und dem Atlantik bildet, liegt der Badeort Punta del Este, der vor allem wegen seiner Lage und seinem Nachtleben zu den bekanntesten Südamerikas zählt. Weiterer touristisch bedeutender Ort ist die Stadt Piriápolis, die zur Jahrhundertwende vom 19. zum 20. Jahrhundert nach dem Vorbild der französischen und italienischen Riviera gegründet wurde. Zentrale Bedeutung kommt auch der Hauptstadt Maldonado zu.

## Politik
Derzeitiger Intendente des Departamentos ist seit 2005 Óscar de los Santos, der jedoch Anfang 2010 zwischenzeitlich kurzzeitig von Gustavo Salaberry abgelöst wurde, in der folgenden Kommunalwahl vom 9. Mai 2010 aber für eine zweite Amtszeit bis 2015 wiedergewählt wurde.
Der Junta Departamental von Maldonado, dem aus 31 Ediles bestehenden Parlament des Departamento, steht seit seiner Wahl am 7. Juli 2011 für den Zeitraum von Juli 2011 bis Juli 2012 Andrés de León (* 5. August 1974) (Frente Amplio) als Präsident vor. Dem Parlament gehören derzeit (Stand: 26. Februar 2012) 17 Ediles der Frente Amplio, zehn der Partido Nacional und vier der Partido Colorado angehörige Abgeordnete an.